# Синоличка Тръпкова
Синоличка Мелес-Тръпкова (на македонска литературна норма: Синоличка Мелес-Трпкова) е театрална, филмова и телевизионна актриса и професорка от Република Македония.

## Биография
Родена е на 22 юли 1965 година в Скопие, тогава Югославия, днес Северна Македония. Завършва Академията по драматургия в Скопие. Играе в Драматичния театър към Македонския народен театър от 1989 до 1991 година. Участва в множество театрални проекти. Става преподавателка във Факултета по драматургия в Скопския университет.
Авторка е на книгата „Актьорска игра пред камера“.

## Филмография
- 1986: Честита Нова '49 (главна роля)
- 1993: Светло сиво / Прекрасен свят (главна роля)
- 1993: Светло сиво / Птицата Урубу и девица (главна роля)
- 1997: Джипси меджик (главна роля)
- 1998: Сбогом на XX век (поддържаща роля)
- 2000: Глас (актьор)

Други филми
- 1988 Циганско време (DOM ZA VEŠANJE), РО ФОРУМ Сараево, Columbia Pictures САД, ТВ Сараево
- 1989 Смъртта на ученика (THE DEATH OF THE SCHOOL BOY), NEYE Studio Film GMBH, Виена, Австрия
- 1994 Кармин (LIPSTICK), STERNSTRUNDEN Film Production, Виена, Австрия